# Бордунский
Бордунский (кирг. Борду) — посёлок в Кыргызстане. Расположен в Кеминском районе Чуйской области. Находится в 17 км к юго-западу от районного центра — г. Кемин.
Население — 125 жителей.
Возник в 1950 году как посёлок при горно-металлургическом комбинате.

## Население
| 1959 | 1970 | 1979 | 1989 | 1999 | 2009 |
| ---- | ---- | ---- | ---- | ---- | ---- |
| 4183 | 1548 | 1107 | 1008 | 231  | 125  |